# Khu vực hòa bình và hợp tác Nam Đại Tây Dương

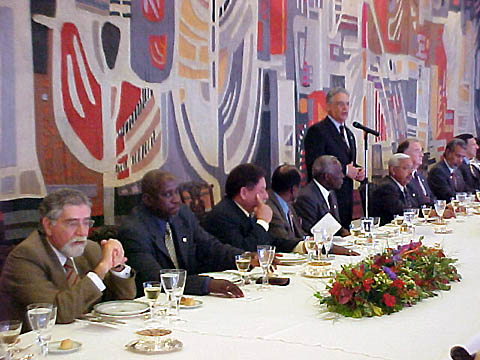
Tổng thống Brasil Fernando Henrique Cardoso phát biểu tại hội nghị thượng đỉnh của ZPCAS tổ chức tại Brasília.

Khu vực hòa bình và hợp tác Nam Đại Tây Dương (tên tiếng Anh là South Atlantic Peace and Cooperation Zone hay Zone of Peace and Cooperation of the South Atlantic, viết tắt là ZPCAS; tiếng Tây Ban Nha: Zona de Paz y Cooperación del Atlántico Sur; tiếng Bồ Đào Nha: Zona de Paz e Cooperação do Atlântico Sul) được thành lập vào năm 1986 bởi nghị quyết của Liên Hợp Quốc, được Brasil đề xuất với tiêu chí thúc đẩy hợp tác và duy trì hòa bình cũng như an ninh trong khu vực. Mối quan tâm đặc biệt của tổ chức này là vấn đề ngăn ngừa phổ biến vũ khí hạt nhân và loại trừ sự hiện diện của quân đội các quốc gia khác.
Tháng 9 năm 1994, Brasília cuộc họp của các nước thành viên đã thông qua Tuyên bố về việc giải trừ vũ khí hạt nhân ở Nam Đại Tây Dương. Đại hội đồng Liên hợp quốc ủng hộ tuyên bố này ngoại trừ Hoa Kỳ, Vương quốc Anh và Pháp.
Tất cả các quốc gia trong khu vực Nam Đại Tây Dương đều là thành viên của Hiệp ước Khu vực châu Phi không vũ khí hạt nhân bao trùm toàn bộ lãnh hải của tất cả các nước châu Phi hoặc là thành viên của Hiệp ước cấm vũ khí hạt nhân ở châu Mỹ Latin và Carribea mở rộng về phía đông kinh tuyến 20 độ Tây trong khi phía Nam Đại Tây Dương nằm trong Hiệp ước Vùng Nam Cực.
Tuy nhiên, 3 hiệp ước nói trên không bao gồm một số dải đảo ở trung tâm Đại Tây Dương và đảo Saint Helena thuộc Anh và các đảo nhỏ phụ cận như Ascension và Tristan da Cunha hay đảo Bouvet của Na Uy.

## Quốc gia thành viên
- Angola
- Argentina
- Bénin
- Brasil
- Cameroon
- Cabo Verde
- Cộng hòa Congo
- Cộng hòa Dân chủ Congo
- Bờ Biển Ngà
- Guinea Xích Đạo
- Gabon
- Gambia
- Ghana
- Guinée
- Guiné-Bissau
- Liberia
- Namibia
- Nigeria
- São Tomé và Príncipe
- Sénégal
- Sierra Leone
- Cộng hòa Nam Phi
- Togo
- Uruguay